# Agent spécial (film, 1935)
Pour les articles homonymes, voir agent spécial.
Pour plus de détails, voir Fiche technique et Distribution.
Agent spécial (Special Agent) est un film américain réalisé par William Keighley, sorti en 1935.

## Synopsis
La lutte entre un enquêteur et un spécialiste du racket...

## Fiche technique
- Titre : Agent spécial
- Titre original : Special Agent
- Réalisation : William Keighley
- Scénario : Laird Doyle et Abem Finkel d'après une histoire de Martin Mooney.
- Production : Samuel Bischoff et Martin Mooney (non crédités)
- Société de production : Warner Bros. Pictures
- Musique : Bernhard Kaun (non crédité)
- Photographie : Sidney Hickox
- Montage : Clarence Kolster
- Direction musicale : Leo F. Forbstein
- Direction artistique : Esdras Hartley (en)
- Pays d'origine : États-Unis
- Langue : Anglais
- Distribution : Warner Bros. Pictures
- Format : Noir et blanc - Son : Mono
- Genre : Drame policier
- Durée : 76 minutes
- Date de sortie :
  - États-Unis :14 septembre 1935

## Distribution
- Bette Davis : Julie Gardner
- George Brent : Bill Bradford
- Ricardo Cortez : Alexander Carston
- Jack La Rue : Jake Andrews
- Henry O'Neill : Roger Quinn, procureur
- Robert Strange : Waxey Armitage
- Joseph Crehan : Le commissaire de police
- J. Carrol Naish : Joe Durell
- Joe Sawyer : Rich
- William B. Davidson : Charlie Young, avocat de Carston
- Robert Barrat : Le chef de service
- Paul Guilfoyle : Williams, secrétaire de Quinn
- Joe King : Agent Wilson
- Irving Pichel : Un procureur

Acteurs non crédités
- Charles Middleton : Un officier de police
- Emmett Vogan : Thompson
- Douglas Wood : un juge fédéral